# زغبورة حمراء الرأس
زغبورة حمراء الرأس (الاسم العلمي:Stigmella ruficapitella) هي نوع من الحشرات تتبع جنس الزغبورة من فصيلة السليلات.